# Museo Marítimo Nacional
Museo Marítimo Nacional – Muzeum Marynarki Wojennej Chile, mieszczące się w Valparaíso.
Założone w 1915 jako Museo Naval de la Armada de Chile, początkowo mieściło się na monitorze Huáscar, zakotwiczonego w bazie Talcahuano. Już w 1917 muzeum przeniesiono na stały ląd, do Valparaiso, do budynku Akademii Marynarki Wojennej. Ze względu na brak miejsca na zbiory, w 1928 muzeum przeniesiono do koszar Silva Palma. Jednak ze względu na utrudniony dostęp dla publiczności wkrótce muzeum przeniesiono do kamienicy w centrum miasta. Tam muzeum funkcjonowało do 1960 roku. W 1959 dokonano próby podpalenia muzeum. To skłoniło władze do przeniesienia w miejsce, w którym można było zapewnić większe bezpieczeństwo, nie ograniczając dostępności. Muzeum przeniesiono do pałacyku Wulff w miejscowości Viña del Mar, o kilka kilometrów od Valparaiso.

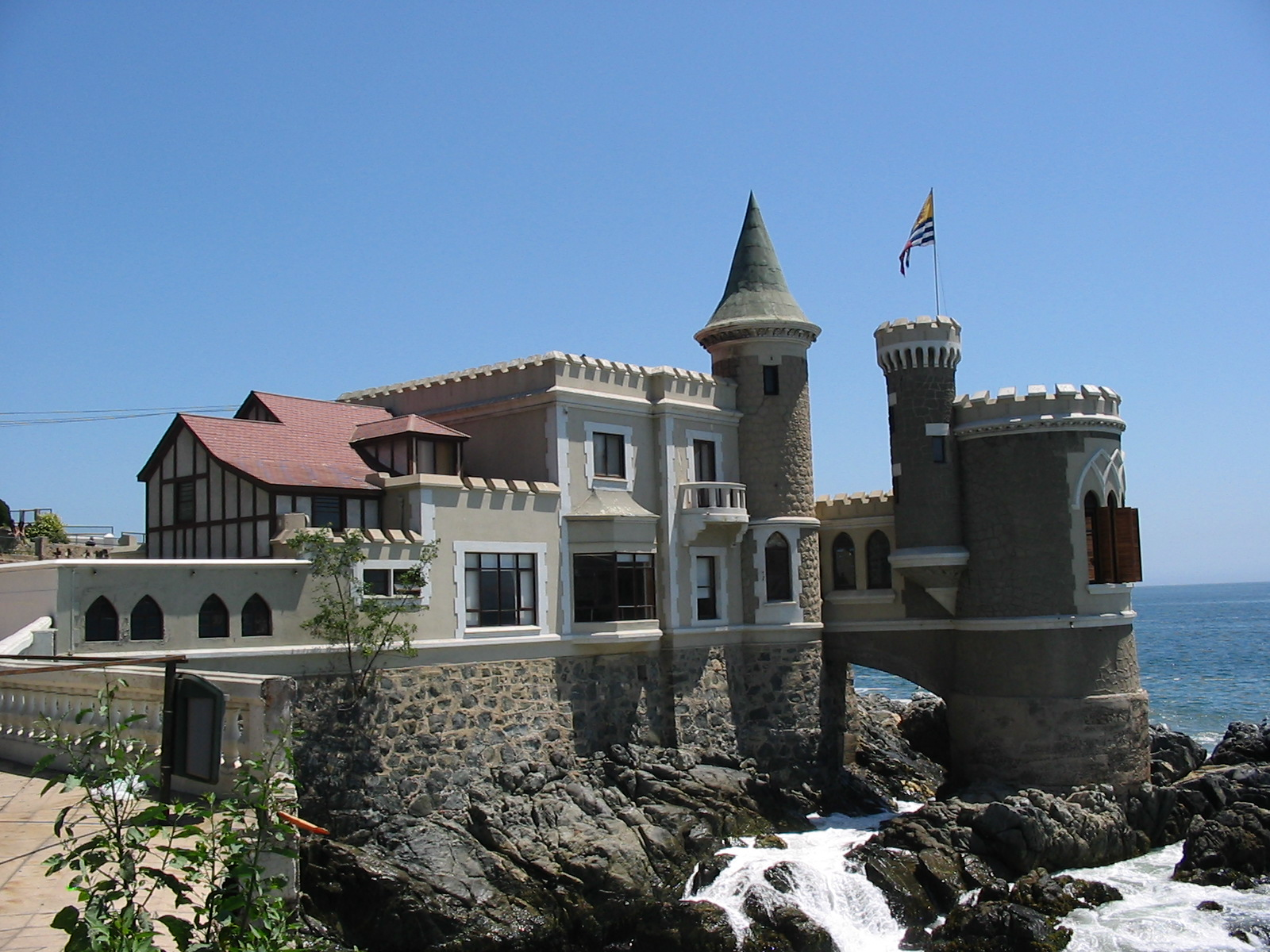
Zameczek Wulff, siedziba muzeum w latach 1960-1986

W 1986 zdecydowano o powrocie muzeum do dawnej siedziby. Ze względu na to, że Szkoła Marynarki Wojennej opuściła budynek kilka lat wcześniej, nie było kłopotów z pomieszczeniem wszystkich eksponatów. W 1988 muzeum wznowiło działalność w swej nowej siedzibie. W 1990 otwarto przy muzeum Auditorio Naval - miejsce na kongresy, szkolenia i spotkania. Od 1997 częścią placówki jest Archivo y Biblioteca Histórica de la Armada - archiwum i biblioteka historyczna Marynarki. W 2011 zmieniono nazwę na obecną, Museo Marítimo Nacional.
Muzeum posiada ponad 3 tysiące eksponatów wystawianych w 17 salach oraz w plenerze. Tablice, obrazy, części broni i uzbrojenia (od armat i torped po broń białą), mundury i osobiste pamiątki ukazują historię i działania chilijskiej marynarki wojennej od powstania do czasów współczesnych.